# Biographie d'un gaffeur
Biographie d'un gaffeur est un album hors série de Gaston réalisé par le dessinateur André Franquin. Il est paru en 1965 aux éditions Dupuis en format poche.

## Présentation de l'album
Cet album contient des gags en noir et blanc de Gaston. La spécificité de cet album est qu'il contient des gags totalement redessinés pour cet album et mis au format de poche. Dans ces gags les cadrages et les angles de vue ont changé, les dessins des personnages sont plus écrasés et ressemblent au style de dessin de Franquin pour Gaston des années 1970.
Certains gags ont néanmoins été repris dans l'intégrale Franquin parue chez Rombaldi, ou dans la collection J'ai lu.

## Source
L'album Biographie d'un gaffeur sur le site Lagaffe me gâte.